# Discographie de Thirty Seconds to Mars
La discographie de Thirty Seconds to Mars, groupe américain de rock alternatif, consiste en quatre albums studio, trois maxis, treize singles, et enfin treize vidéoclips.
Thirty Seconds to Mars est fondé en 1998 à Los Angeles, en Californie, par le compositeur Jared Leto et son frère Shannon Leto. Le groupe est actuellement formé par les frères Leto et Tomo Miličević. En 1999, Thirty Seconds to Mars signe un contrat avec Immortal Records et Virgin Records, et au bout de trois ans sort son premier album, 30 Seconds to Mars. L'album a débuté numéro 107 au Billboard 200 et numéro un au Top Heatseekers. Deux singles en ont été tirés, Capricorn (A Brand New Name) et Edge of the Earth, qui atteint le top ten sur l'UK Rock Chart. Le premier atteint aussi la 31e place au Billboard Mainstream Rock Tracks et la première place au Heatseekers Songs.
Le deuxième album, A Beautiful Lie a été enregistré sur quatre continents et cinq pays durant trois ans. Depuis sa sortie en 2005, l'album a été un modeste succès commercial dans le monde, devenant platine aux États-Unis et en Italie, atteignant le disque d'or en plusieurs États. L'album produisit quatre singles : Attack, The Kill, From Yesterday et A Beautiful Lie. Attack a été la chanson plus insérée dans les radios alternatives pendant sa première semaine, pendant que The Kill établit le record de 52 semaines de longévité dans le Hot Modern Rock Tracks, après avoir atteint la troisième place en 2006,. Le troisième single, From Yesterday, atteint la première place au Hot Modern Rock Tracks pour plusieurs semaines[réf. souhaitée]. A Beautiful Lie est sorti comme quatrième single de l'album en certains États, dont le Portugal, où il atteint la huitième place. À l'avril 2008, A Beautiful Lie a vendu plus de 3.5 millions de disques dans le monde.
Après un procès intenté par EMI conclu avec un nouveau contrat, le groupe sort son troisième album, This Is War, le 4 décembre 2009. L'album se classa aux premières positions des classements américains, atteignant la première place du Tastemaker Albums, la deuxième de l'Alternative Albums et Digital Albums, la quatrième du Rock Albums et la dix-huitième du Billboard 200. Ses deux premiers singles, Kings and Queens et This Is War, atteignirent la première place à l'Alternative Songs et le numéro quatre au Rock Songs. Le troisième single, Closer to the Edge, détient le record de huit semaines passées en tête de l'UK Rock Chart au cours du 2010.
Le quatrième album, Love, Lust, Faith and Dreams est sorti en mai 2013. Les titres ont été écrits et enregistrés en partie lors de la tournée de 2011. Le premier single de l'album, Up in the Air, a été envoyé aux astronautes de la Station spatiale internationale (ISS) le 1er mars 2013.

## Albums

### Albums studio
| Année                                                                | Titre | Classements positions | Classements positions | Classements positions | Classements positions | Classements positions | Classements positions | Classements positions | Classements positions | Classements positions | Classements positions | Classements positions | Ventes                                                 | Certifications |
| Année                                                                | Titre | US                    | AUS                   | AUT                   | BEL                   | FIN                   | FRA                   | GER                   | ITA                   | NZ                    | PRT                   | UK                    | Ventes                                                 | Certifications |
| -------------------------------------------------------------------- | --- | --------------------- | --------------------- | --------------------- | --------------------- | --------------------- | --------------------- | --------------------- | --------------------- | --------------------- | --------------------- | --------------------- | ------------------------------------------------------ | --- |
| 2002                                                                 | 30 Seconds to Mars - Sorti : 27 août 2002 - Label : Immortal, Virgin - Format : CD, téléchargement                                         | 107                   | 89                    | —                     | —                     | —                     | 142                   | —                     | —                     | —                     | —                     | 136                   | - US : 121,000 - Monde : 2,000,000+                    | - UK : Argent |
| 2005                                                                 | A Beautiful Lie - Sorti : 30 août 2005 - Label : Immortal, Virgin - Format : CD, CD+DVD, LP, téléchargement                                | 36                    | 20                    | 10                    | 96                    | 15                    | 13                    | 30                    | 8                     | 20                    | 23                    | 38                    | - US : 1,200,000+ - UK : 300,000+ - Monde : 4,000,000+ | - US : Platine - AUS : Or - GER : Or - ITA : Platine - UK : Or                                                              |
| 2009                                                                 | This Is War - Sorti : 4 décembre 2009 - Label : Virgin, EMI - Format : CD, CD+DVD, LP, téléchargement                                      | 18                    | 18                    | 8                     | 34                    | 19                    | 14                    | 12                    | 19                    | 9                     | 6                     | 15                    | - Monde : 4,000,000+                                   | - US : Or - AUS : Or - AUT : Or - BEL : 2 × Platine - GER : Platine - ITA : Or - NZ : Or - PRT : 2 × Platine - UK : Platine |
| 2013                                                                 | Love, Lust, Faith and Dreams - Sorti : 20 mai 2013 - Label : Virgin Records, Universal - Format : CD, CD+DVD, LP, téléchargement           | 6                     | 4                     | 3                     | 12                    | 6                     | 16                    | 3                     | 3                     | 11                    | 1                     | 5                     |                                                        | - AUT : Or - GER : Or - ITA : Or - PRT : 2 × Platine - UK : Or                                                              |
| 2018                                                                 | America - Sorti : 6 avril 2018 - Label : Interscope - Format : CD, LP, téléchargement                                                      | —                     | —                     | —                     | —                     | —                     | —                     | —                     | —                     | —                     | —                     | —                     | —                                                      | — |
| 2023                                                                 | It’s the End of the World But It’s a Beautiful Day - Sorti : 15 septembre 2023 - Label : Concord Records - Format : CD, LP, téléchargement | —                     | —                     | —                     | —                     | —                     | —                     | —                     | —                     | —                     | —                     | —                     | —                                                      | — |
| "—" indique que l'album n'est pas sorti ou n'est pas classé ce pays. | |                       |                       |                       |                       |                       |                       |                       |                       |                       |                       |                       |                                                        | |

### Maxis
| Année                                                                | Titre                                                                                     | Classements positions | Classements positions | Classements positions | Classements positions | Classements positions | Classements positions | Classements positions | Classements positions | Classements positions | Certifications |
| Année                                                                | Titre                                                                                     | US                    | US Alt.               | US Rock               | AUT                   | ITA                   | NOR                   | PRT                   | UK                    | UK Rock               | Certifications |
| -------------------------------------------------------------------- | ----------------------------------------------------------------------------------------- | --------------------- | --------------------- | --------------------- | --------------------- | --------------------- | --------------------- | --------------------- | --------------------- | --------------------- | -------------- |
| 2007                                                                 | AOL Sessions Undercover - Sorti : 13 mars 2007 - Label : Virgin - Format : téléchargement | —                     | —                     | —                     | —                     | —                     | —                     | —                     | —                     | —                     |                |
| 2008                                                                 | To the Edge of the Earth - Sorti : 25 mars 2008 - Label : Virgin - Format : CD+DVD        | —                     | —                     | —                     | —                     | —                     | —                     | —                     | —                     | —                     |                |
| 2011                                                                 | MTV Unplugged - Sorti : 19 août 2011 - Label : Virgin - Format : téléchargement           | 76                    | 12                    | 16                    | 38                    | 34                    | 38                    | 2                     | 113                   | 3                     | - PRT : Or     |
| "—" indique que l'album n'est pas sorti ou n'est pas classé ce pays. |                                                                                           |                       |                       |                       |                       |                       |                       |                       |                       |                       |                |

## Singles
| Année                                                                     | Titre                           | Classements positions | Classements positions | Classements positions | Classements positions | Classements positions | Classements positions | Classements positions | Classements positions | Classements positions | Classements positions | Classements positions | Certifications                            | Album                        |
| Année                                                                     | Titre                           | US                    | US Alt.               | US Rock               | AUS                   | AUT                   | FIN                   | GER                   | NLD                   | NZ                    | PRT                   | UK                    | Certifications                            | Album                        |
| ------------------------------------------------------------------------- | ------------------------------- | --------------------- | --------------------- | --------------------- | --------------------- | --------------------- | --------------------- | --------------------- | --------------------- | --------------------- | --------------------- | --------------------- | ----------------------------------------- | ---------------------------- |
| 2002                                                                      | Capricorn (A Brand New Name)    | —                     | —                     | 31                    | —                     | —                     | —                     | —                     | —                     | —                     | —                     | —                     |                                           | 30 Seconds to Mars           |
| 2003                                                                      | Edge of the Earth               | —                     | —                     | —                     | —                     | —                     | —                     | —                     | —                     | —                     | —                     | —                     |                                           | 30 Seconds to Mars           |
| 2005                                                                      | Attack                          | —                     | 22                    | 38                    | —                     | —                     | —                     | —                     | —                     | —                     | 22                    | 148                   |                                           | A Beautiful Lie              |
| 2006                                                                      | The Kill                        | 65                    | 3                     | 14                    | 20                    | 41                    | 2                     | 58                    | 51                    | 22                    | 16                    | 28                    |                                           | A Beautiful Lie              |
| 2006                                                                      | From Yesterday                  | 76                    | 1                     | 11                    | 33                    | 53                    | 3                     | 72                    | 8                     | 13                    | 17                    | 37                    | - NZ : Or                                 | A Beautiful Lie              |
| 2007                                                                      | A Beautiful Lie                 | —                     | 37                    | —                     | —                     | —                     | —                     | 92                    | 42                    | —                     | 8                     | —                     |                                           | A Beautiful Lie              |
| 2009                                                                      | Kings and Queens                | 82                    | 1                     | 4                     | 67                    | 35                    | 10                    | 39                    | 21                    | 14                    | 9                     | 28                    | - NZ : Or - UK : Argent                   | This Is War                  |
| 2010                                                                      | This Is War                     | 72                    | 1                     | 4                     | —                     | 73                    | 21                    | 79                    | 52                    | —                     | —                     | 51                    | - US : Or                                 | This Is War                  |
| 2010                                                                      | Closer to the Edge              | 99                    | 7                     | 21                    | 13                    | 20                    | 15                    | 26                    | 44                    | 21                    | 6                     | 44                    | - AUS : Platine - NZ : Or - PRT : Platine | This Is War                  |
| 2010                                                                      | Hurricane 2.0 (avec Kanye West) | —                     | —                     | —                     | 67                    | —                     | —                     | 45                    | —                     | —                     | 27                    | 124                   |                                           | This Is War                  |
| 2013                                                                      | Up in the Air                   | 107                   | 3                     | 16                    | 68                    | 45                    | 10                    | 47                    | 49                    | —                     | 12                    | 45                    | - PRT : Or                                | Love, Lust, Faith and Dreams |
| 2013                                                                      | Do or Die                       | —                     | —                     | —                     | —                     | 75                    | —                     | —                     | 42                    | —                     | 16                    | —                     |                                           | Love, Lust, Faith and Dreams |
| 2013                                                                      | City of Angels                  | —                     | 8                     | 31                    | 93                    | —                     | 33                    | 92                    | —                     | —                     | 17                    | —                     |                                           | Love, Lust, Faith and Dreams |
| 2017                                                                      | Walk on Water                   | —                     | 2                     | 5                     | 99                    | 38                    | —                     | 84                    | 50                    | —                     | 39                    | 87                    |                                           | America                      |
| 2018                                                                      | Dangerous Night                 | —                     | 37                    | 8                     | —                     | —                     | —                     | 78                    | —                     | —                     | 36                    |                       |                                           | America                      |
| "—" indique que la chanson n'est pas sortie ou n'est pas classée ce pays. |                                 |                       |                       |                       |                       |                       |                       |                       |                       |                       |                       |                       |                                           |                              |

## Autres apparitions
| Année | Titre                                        | Notes                                                                                               |
| ----- | -------------------------------------------- | --------------------------------------------------------------------------------------------------- |
| 2006  | Santa Through The Back Door                  | - Titre inédit publié sur la compilation multi-artistes Kevin & Bean's Super Christmas.             |
| 2007  | Stronger                                     | - Reprise de Kanye West publiée sur la compilation multi-artistes Radio 1's Live Lounge, Volume 2.  |
| 2008  | The Only One (Remix 4 by 30 Seconds to Mars) | - Chanson de The Cure, remixée par Thirty Seconds to Mars et publiée sur le maxi Hypnagogic States. |
| 2013  | Stay                                         | - Reprise de Rihanna publiée sur la compilation multi-artistes BBC Radio 1's Live Lounge 2013.      |

## Autres chansons classées
| Année                                                                     | Titre                          | Classements positions | Classements positions | Album                        |
| Année                                                                     | Titre                          | PRT                   | UK Rock               | Album                        |
| ------------------------------------------------------------------------- | ------------------------------ | --------------------- | --------------------- | ---------------------------- |
| 2008                                                                      | Buddha for Mary                | —                     | 2                     | 30 Seconds to Mars           |
| 2008                                                                      | Echelon                        | —                     | 9                     | 30 Seconds to Mars           |
| 2008                                                                      | Fallen                         | —                     | 36                    | 30 Seconds to Mars           |
| 2008                                                                      | Battle of One                  | 27                    | —                     | A Beautiful Lie              |
| 2008                                                                      | Hunter                         | 4                     | —                     | A Beautiful Lie              |
| 2010                                                                      | Hurricane                      | —                     | 39                    | This Is War                  |
| 2010                                                                      | Bad Romance                    | —                     | 11                    | This Is War                  |
| 2010                                                                      | Stronger                       | —                     | 34                    | This Is War                  |
| 2011                                                                      | Where the Streets Have No Name | 10                    | —                     | MTV Unplugged                |
| 2013                                                                      | Conquistador                   | —                     | 24                    | Love, Lust, Faith and Dreams |
| "—" indique que la chanson n'est pas sortie ou n'est pas classée ce pays. |                                |                       |                       |                              |

## Vidéoclips
| Année | Titre                        | Réalisateur         |
| ----- | ---------------------------- | ------------------- |
| 2002  | Capricorn (A Brand New Name) | Paul Fedor          |
| 2003  | Edge of the Earth            | Kevin McCullough    |
| 2005  | Attack                       | Paul Fedor          |
| 2006  | The Kill                     | Bartholomew Cubbins |
| 2006  | From Yesterday               | Bartholomew Cubbins |
| 2008  | A Beautiful Lie              | Angakok Panipaq     |
| 2009  | Kings and Queens             | Bartholomew Cubbins |
| 2010  | Closer to the Edge           | Bartholomew Cubbins |
| 2010  | Hurricane                    | Bartholomew Cubbins |
| 2011  | This Is War                  | Édouard Salier      |
| 2013  | Up in the Air                | Bartholomew Cubbins |
| 2013  | Do or Die                    | Bartholomew Cubbins |
| 2013  | City of Angels               | Bartholomew Cubbins |